# سرخس‌های پرتگاه
ودسیا (نام علمی: Woodsia) نام یک سرده از subkingdom آوندداران است.